# Pachyphytum
Pachyphytum is een geslacht van succulenten uit de Vetplantenfamilie. De soorten komen voor in Mexico, op 600 tot 1.500 meter hoogte.

## Soorten
- Pachyphytum bracteosum
- Pachyphytum brevifolium
- Pachyphytum caesium
- Pachyphytum coeruleum
- Pachyphytum compactum
- Pachyphytum fittkaui
- Pachyphytum garciae
- Pachyphytum glutinicaule
- Pachyphytum hookeri
- Pachyphytum kimnachii
- Pachyphytum longifolium
- Pachyphytum machucae
- Pachyphytum oviferum
- Pachyphytum viride
- Pachyphytum werdermannii

Adromischus · Aeonium · Aichryson · Chiastophyllum · Cotyledon · Crassula · Diamorpha · Dudleya · Echeveria · Graptopetalum · Greenovia · Hylotelephium (Hemelsleutel) · Hypagophytum · Jovibarba · Kalanchoe (Kalanchoë) · Lenophyllum · Monanthes · Orostachys · Pachyphytum · Perrierosedum · Phedimus (Vlak vetkruid) · Pistorinia · Prometheum · Pseudosedum · Rhodiola · Rosularia · Sedum (Vetkruid) · Sempervivum (Huislook) · Thompsonella · Tylecodon · Umbilicus · Villadia